# Claire Duvivier
Pour les articles homonymes, voir Duvivier.
Pour la graveuse française, voir Claire Thomas Duvivier.
Claire Duvivier est une écrivaine française de fantasy, née en 1981. Ses livres sont récompensés de plusieurs prix. Elle est également éditrice chez Asphalte éditions, maison dont elle est la cofondatrice.

## Biographie

### Parcours professionnel
Claire Duvivier est titulaire d'un DESS édition obtenu à l'université Paris-Sorbonne. Elle rencontre pendant ses études Estelle Durand. Après plusieurs années dans diverses maisons d'édition déjà installées, elles fondent la maison d'édition Asphalte en 2009. La maison est spécialisée dans la littérature urbaine contemporaine.

### Romans
En 2020 paraît son premier roman, Un long voyage, publié par les éditions Aux Forges de Vulcain, qui reçoit plusieurs prix (prix Hors concours 2020, prix Elbakin.net 2020) et est sélectionné pour le prix Rosny aîné 2021. Numerama qualifie le roman de « grande révélation Fantasy de l’année 2020 » qui fait de Claire Duvivier «  une figure majeure de la fantasy française ».
En 2021, Claire Duvivier publie son second roman, Citadins de demain, chez le même éditeur. Premier tome de la trilogie Capitale du Nord, ce roman fait partie du cycle de la tour de garde, double trilogie écrite à quatre mains avec Guillaume Chamanadjian. Le livre obtient le prix Christine-Rabin 2022, décerné par La 25e heure du livre du Mans, ainsi que le prix Babélio dans la catégorie Imaginaire. Le livre fait également partie de la sélection du Grand Prix de l'Imaginaire 2022. Elena Vieillard, l'illustratrice des couvertures de la série La Tour de garde, reçoit le prix dans la catégorie graphisme (Prix Wojtek Siudmak). L'ensemble du cycle de la Tour de garde reçoit le prix spécial du Grand Prix de l'Imaginaire en 2024.
Cette même année, Claire Duvivier se lance dans la science-fiction avec son roman Entrer dans le monde.

## Publications
- Un long voyage, éditions Aux Forges de Vulcain, 2020 (ISBN 978-2-37305-080-6 et 2-37305-080-3, OCLC 1154659692, lire en ligne)[12]
- Mesurer l'empreinte, nouvelle, éditions ActuSF, 2022,  (ISBN 978-2-37686-508-7)[13]
- Série Capitale du Nord (cycle de la Tour de garde)
  - Tome 1, Citadins de demain, éditions Aux Forges de Vulcain, 2021 (ISBN 978-2-37305-101-8 et 2-37305-101-X, OCLC 1284290160, lire en ligne)[14], réédition au Livre de Poche, 2023 (ISBN 9782253106869)[15]
  - Tome 2, Mort aux geais !, éditions Aux Forges de Vulcain, 2022 (ISBN 9782373056594), réédition au Livre de Poche, 2023 (ISBN 9782253106876)[16]
  - Tome 3, L'armée fantoche, éditions Aux Forges de Vulcain, 2023 (ISBN 9782373057072)
- Entrer dans le monde, éditions L'école des Loisirs, 2024, 352 p. (ISBN 978-2211321501)

## Récompenses
- Prix Hors concours 2020 pour Un long voyage[2]
- Prix Elbakin.net 2020 pour Un long voyage[3]
- Prix Christine-Rabin 2022 pour Citadins de demain[7]
- Prix Babélio 2022 pour Citadins de demain[8]
- Grand Prix de l'Imaginaire de la nouvelle francophone 2023 pour Histoire de la ville d'Aurée
- Grand Prix de l'Imaginaire, prix spécial 2024 pour l'ensemble du cycle de la Tour de garde[11]